# فروپاشی تمدن در اواخر عصر برنز

نقشه‌ای از سقوط تمدن در عصر برنز

در طول پنج دهه بین ۱۲۰۰ (پ.م) و ۱۱۵۰ (پ.م)، تمدن‌های عصر برنز در خاور نزدیک، منطقه اژه، آفریقای شمالی، قفقاز، بالکان، و شرق مدیترانه که برای چند هزار سال در ثباتی نسبی رشد کرده بودند، به شکلی ناگهانی و خشونت‌آمیز سقوط کردند و اغلب تمدنهای این منطقه برای چند سده وارد عصر تاریک شدند که تا ظهور تمدن‌های عصر آهن ادامه داشت.
در این سال‌ها، چهار تمدن اصلی عصر برنز، که عبارت بودند از پادشاهی نوین مصر در مصر و شام، امپراتوری هیتی‌ها در جنوب آناتولی (ترکیه امروزی)، امپراتوری آشور میانه در میانرودان، و تمدن میسنی در یونان و جزایر اژه به دلایل نامعلومی دچار اختلال شدند. به گفته رابرت دروز: «در این دورهٔ چهل یا پنجاه ساله، بزرگترین شهرهای جهان در آن زمان نابود شدند و در بسیاری از آن‌ها پس از آن هرگز کسی زندگی نکرد.» در این دوره راه‌های تجارت بین ملل قطع شد و سواد خواندن و نوشتن در بسیاری از مناطق از بین رفت.
در مورد علل این سقوط، اجماعی بین محققان وجود ندارد. در نوشته‌های این دوره از گروه‌هایی به نام مردمان دریا نام برده شده که تمدن‌های پیرامون دریای مدیترانه را مورد هجوم قرار می‌دادند، ولی منشأ چنین اقوامی روشن نیست. از دلایل دیگری که در این مورد مطرح شده می‌توان به تغییرات آب و هوایی، آتشفشان‌ها، خشکسالی، شکست فناوری برنز در برابر فناوری آهن، انقلاب در جنگ‌افزارها، نافرمانی مزدورها، و سقوط عمومی سیستمی اشاره کرد.
از بین تمدن‌های عصر برنز، تمدن ایلام تحت تأثیر این سقوط قرار نگرفت و تمدن آشور آسیب کمتری دید. همچنین، تمدن مصر باستان هرچند آسیب دید اما توانست خود را محافظت کند. در نهایت در سده‌های بعدی در اثر مهاجرت‌های جدید، پیدایش آهن و شروع عصر آهن و تشکیل دولت‌های جدید، تمدن‌های آشوری نو، اورارتو، فینیقی، یونان کهن ظهور کرد و عصر کلاسیک آغاز شد.

## عصر برنز متأخر در خاورنزدیک
عصر برنز در خاور نزدیک به سه پاره بخش می‌شود:
- عصر برنز آغازین‎(EBA[۴])، ۳۵۰۰-۲۰۰۰ (پیش از میلاد)
- عصر برنز میانی‎(MBA[۵])، ۲۰۰۰-۱۶۰۰ (پیش از میلاد)
- عصر برنز متأخر‎(LBA[۶])، ۱۶۰۰-۱۲۰۰ (پیش از میلاد)

زمان‌ها تخمینی هستند
تمدن هیتی
تمدن میسنی
تمدن میتانی

### کتابشناسی
- Drews, Robert (1993). The End of the Bronze Age: Changes in Warfare and the Catastrophe ca. 1200 B.C. Princeton, NJ: Princeton University Press. ISBN 978-0-691-04811-6.